# The Code (serie de TV británica de 2011)
The Code es una serie documental de televisión de la BBC Two, acerca de la historia y la utilidad de las matemáticas, presentada por Marcus du Sautoy, matemático británico. Se transmitió por vez primera del 27 de julio al 10 de agosto del 2011. Cada episodio abarca una rama distinta de las matemáticas. Además de ser una serie documental, trata de un conjunto de dilemas, presentados como si se tratara de la búsqueda de un tesoro, con claves o códigos (The Code podría traducirse como El código o La clave) para hallar el tesoro escondido en cada episodio, juegos en línea y otros retos. El 1 de julio del 2016 fue añadida a Netflix.

## Episodios
| N.º | Título       | Fecha de emisión original |
| --- | ------------ | ------------------------- |
| 1 | «Numbers»    | 27 de julio de 2011       |
| Marcus Du Sautoy revela un código numérico oculto que está en la base de todo lo que existe en la naturaleza. Un código que tiene la facultad de explicarlo todo: los números, las formas y las reglas de la vida. Este primer episodio revela cómo van apareciendo en el mundo natural varios números importantes que forman parte de un mundo matemático oculto que contiene las reglas que determinan todo lo que existe en el planeta y en el Universo. |              |                           |
| 2 | «Shapes»     | 3 de agosto de 2011       |
| Du Sautoy busca patrones naturales, primero con las columnas hexagonales de la Calzada del Gigante de Irlanda del Norte, luego con los panales de abejas y las pompas de jabón, y afirma que todas esas estructuras no son nada aleatorias, sino parte de un código oculto que gobierna el mundo. También aplica esta afirmación a las montañas, a las nubes y a los árboles, y revela cómo ese código pudo haber contribuido a la creación de las animaciones, por ejemplo en el caso de los estudios Pixar, y del arte abstracto, por ejemplo en el caso de la obra de Jackson Pollock. |              |                           |
| 3 | «Prediction» | 10 de agosto de 2011      |
| Du Sautoy habla de lo que ocurre después. Analiza la capacidad para predecir un eclipse lunar, derriba la fama suicida de los lemmings, demuestra que puede evitar ser aplastado por una masa enorme si realiza los cálculos precisos, revela cómo las matemáticas pueden ayudar a atrapar a un asesino en serie y descubre que el número que lo explica todo (véase Phrases from The Hitchhiker's Guide to the Galaxy#The number 42, en la Wikipedia en inglés) no es el número 42... sino 1.15.                                                                                         |              |                           |

## La "búsqueda del tesoro"
La "búsqueda del tesoro" es una serie de retos matemáticos, que la BBC planeó ofrecer a mil participantes, seleccionados de entre las personas que solicitaron participar a través de Twitter o del correo electrónico. Se realizó en tres etapas: The Codebreakers, the Ultimate Challenge y the Finale.

## Ligas externas
- Página web de la BBC sobre la serie (Consultada el martes 27 de marzo de 2018)
- The Code en Internet Movie Database (en inglés).
- The Code (serie de TV británica de 2011)  en la BBC
- The Code en X (antes Twitter)

- Esta obra contiene una traducción parcial derivada de «The Code (2011 TV series)» de Wikipedia en inglés, concretamente de esta versión del 10 de marzo de 2018, publicada por sus editores bajo la Licencia de documentación libre de GNU y la Licencia Creative Commons Atribución-CompartirIgual 4.0 Internacional.

- Datos: Q7726583